# Яцкий (хутор)
Я́цкий — упразднённый хутор на территории современного Калининского сельсовета в Володарском районе Астраханской области.

## География
Хутор располагался недалеко от границы Казахстана на берегу реки Нижняя Худяковка — одной из многочисленных проток в дельте Волги. Расстояние до ближайшего села Новомаячного составляло около 3 километров, до более крупного села Новокрасного — 5, до центра сельсовета села Калинино — около 7.

## История
Яцкий был преимущественно населён казахами и русскими, местные жители занимались рыбной ловлей и сельским хозяйством. Выходцы из Яцкого основали существующий по сей день хутор Новояцкий в трёх километрах к юго-западу на берегу реки Бузан.
На 1915 год хутор являлся частным владением в составе Верхне-Макеевской волости, насчитывалось 6 дворов, которым принадлежали 200 десятин земли. Население составляло 68 человек (34 мужчины и 34 женщины). Хутор Яцкий упомянут как одно из четырёх поселений Калининского сельсовета Володарского района в списке населенных пунктов Сталинградского края за 1936 год. На советской военной карте 1941 года Яцкий отмечен как населённый пункт, на подробной карте мира 1985 года — уже как название ненаселённой возвышенности — бугра. В 1960 году переименован в Новояцкий.